# 太田村 (新潟県西蒲原郡)
太田村（おおたむら）は、かつて新潟県西蒲原郡にあった村。

## 沿革
- 1901年（明治34年）11月1日 - 西蒲原郡東太田村、杣木村、小高村、太花野村（一部）と合併して、太田村が発足。
- 1927年（昭和2年）10月1日 - 西蒲原郡燕町に編入され消滅。

## 鉄道
1922年に西吉田駅 - 燕駅間が開通した越後鉄道（1927年に国有化、弥彦線）が通っていたが駅は存在していなかった。西燕駅開業は村消滅後の1954年。